# Tite
Adenor Leonardo Bacchi, mai cunoscut sub numele de Tite, (n. 25 mai 1961, Caxias do Sul, Rio Grande do Sul, Brazilia) este un antrenor și fost fotbalist brazilian care în prezent se află fără echipă după ce a condus ultima dată echipa braziliană Flamengo.
Tite a jucat din 1978 până în 1984 pentru Caxias, apoi un sezon pentru Esportivo de Bento Gonçalves și un sezon pentru Portuguesa. Cele trei sezoane următoare din 1986 până în 1989 la Guarani au fost cele mai de succes ale sale ca jucător. La 27 de ani, și-a încheiat cariera din cauza unor accidentări succesive la genunchi care l-au făcut să-și piardă mobilitatea la unul din genunchi.
Din 1991 înainte, Tite a antrenat peste 10 echipe în mai mult de 15 perioade. Printre aceștia s-a numărat primul său club ca jucător, Caxias, la care s-a întors în 1999 și au câștigat Campeonato Gaúcho din 2000 învingând Grêmio, care îl avea în echipa sa pe Ronaldinho. Datorită realizărilor cu Caxias, Tite a devenit antrenorul lui Grêmio în 2001, unde a câștigat Campeonato Gaúcho 2001 și Copa do Brasil 2001. A rămas până în 2003, când Tite a antrenat alte echipe: São Caetano, Corinthians în 2004, Atlético Mineiro în 2005, Palmeiras în 2006 și Al Ain din Emiratele Arabe Unite în 2007. Din 2008 până în 2009 a pregătit Internacional și au câștigat Copa Sudamericana 2008 și Campeonato Gaúcho din 2009. La sfârșitul anului 2010 a fost anunțat ca antrenor al lui Al Wahda din Emiratele Arabe Unite, dar a părăsit clubul câteva luni mai târziu pentru a reveni la Corinthians.
Pentru Corinthians, Tite a câștigat Campeonato Brasileiro Série A din 2011, Copa Libertadores din 2012, Cupa Mondială a Cluburilor FIFA 2012 împotriva lui Chelsea, Campeonato Paulista din 2013 și Recopa Sudamericana din 2013. Pe 14 noiembrie 2013, Tite a anunțat că părăsește clubul. După o perioadă sabatică, Tite s-a întors la Corinthians în 2015, unde a câștigat Campeonato Brasileiro Série A 2015.

## Statistici ca antrenor
La 1 septembrie 2024.
| Echipa                  | Țara                  | Început           | Sfârșit            | Rezultate | Rezultate | Rezultate | Rezultate | Rezultate | Rezultate | Rezultate | Rezultate  | Ref.  |
| Echipa                  | Țara                  | Început           | Sfârșit            | MA        | V         | E         | Î         | GM        | GP        | Glv       | Victorii % | Ref.  |
| ----------------------- | --------------------- | ----------------- | ------------------ | --------- | --------- | --------- | --------- | --------- | --------- | --------- | ---------- | ----- |
| Grêmio Atlético Guarany | Brazilia              | 15 aprilie 1990   | 11 august 1991     | 14        | 7         | 6         | 1         | 22        | 12        | +10       | 50         |       |
| Caxias                  | Brazilia              | 11 august 1991    | 1 ianuarie 1992    | 19        | 4         | 8         | 7         | 17        | 24        | −7        | 21,05      |       |
| Veranópolis             | Brazilia              | 15 ianuarie 1992  | 30 decembrie 1995  | 125       | 45        | 42        | 38        | 134       | 116       | +18       | 36         |       |
| Ypiranga                | Brazilia              | 3 ianuarie 1996   | 22 aprilie 1996    | 11        | 3         | 5         | 3         | 11        | 9         | +2        | 27,27      |       |
| Juventude               | Brazilia              | 10 ianuarie 1997  | 16 iunie 1997      | 21        | 10        | 5         | 6         | 34        | 25        | +9        | 47,62      |       |
| Caxias                  | Brazilia              | 10 ianuarie 1998  | 5 aprilie 1998     | 10        | 3         | 5         | 2         | 10        | 9         | +1        | 30         |       |
| Veranópolis             | Brazilia              | 7 aprilie 1998    | 10 decembrie 1998  | 10        | 5         | 3         | 2         | 16        | 12        | +4        | 50         |       |
| Caxias                  | Brazilia              | 1 mai 1999        | 31 decembrie 2000  | 97        | 42        | 30        | 25        | 144       | 111       | +33       | 43,3       |       |
| Grêmio                  | Brazilia              | 27 decembrie 2000 | 3 iunie 2003       | 164       | 80        | 41        | 43        | 265       | 194       | +71       | 48,78      |       |
| São Caetano             | Brazilia              | 29 iulie 2003     | 1 februarie 2004   | 34        | 14        | 10        | 10        | 45        | 29        | +16       | 41,18      |       |
| Corinthians             | Brazilia              | 30 mai 2004       | 28 februarie 2005  | 51        | 24        | 15        | 12        | 62        | 44        | +18       | 47,06      | [ 1 ] |
| Atlético Mineiro        | Brazilia              | 5 aprilie 2005    | 3 august 2005      | 21        | 4         | 6         | 11        | 28        | 33        | −5        | 19,05      | [ 2 ] |
| Palmeiras               | Brazilia              | 17 mai 2006       | 22 septembrie 2006 | 20        | 8         | 5         | 7         | 32        | 30        | +2        | 40         | [ 3 ] |
| Al Ain                  | Emiratele Arabe Unite | 1 iulie 2007      | 27 decembrie 2007  | 9         | 4         | 2         | 3         | 19        | 13        | +6        | 44,44      |       |
| Internacional           | Brazilia              | 12 iunie 2008     | 5 octombrie 2009   | 105       | 57        | 24        | 24        | 195       | 104       | +91       | 54,29      |       |
| Al Wahda                | Emiratele Arabe Unite | 3 septembrie 2010 | 17 octombrie 2010  | 5         | 2         | 3         | 0         | 9         | 2         | +7        | 40         |       |
| Corinthians             | Brazilia              | 17 octombrie 2010 | 4 decembrie 2013   | 221       | 107       | 71        | 43        | 291       | 160       | +131      | 48,42      | [ 4 ] |
| Corinthians             | Brazilia              | 15 decembrie 2014 | 15 iunie 2016      | 106       | 65        | 24        | 17        | 183       | 80        | +103      | 61,32      | [ 5 ] |
| Brazilia                | Brazilia              | 20 iunie 2016     | 9 decembrie 2022   | 81        | 60        | 15        | 6         | 174       | 30        | +144      | 74,07      |       |
| Flamengo                | Brazilia              | 9 octombrie 2023  | Prezent            | 61        | 38        | 9         | 14        | 101       | 44        | +57       | 62,3       |       |
| Total                   | Total                 | Total             | Total              | 1.185     | 582       | 329       | 274       | 1.792     | 1.081     | +711      | 49,11      | —     |